# Beatrice Hsu
Beatrice Hsu Wei Lun (cinese tradizionale: 許瑋倫; cinese semplificato: 许玮伦; pinyin: Xǔ Wěilún; Wade-Giles: Hsü Wei-lun; Taipei, 13 novembre 1978 – Taichung, 28 gennaio 2007) è stata un'attrice taiwanese.

## Carriera
Hsu era un'attrice taiwanese molto nota, che ha fatto parte del mondo dello spettacolo per circa cinque anni. Ha dato avvio alla sua carriera come modella, ma il fascino e la sua bellezza furono presto notati dai produttori televisivi. Iniziò a recitare mentre frequentava ancora l'università, ed ottenne presto fama e successo. Ha recitato in diversi video musicali di artisti di successo, ed è stata molto popolare a Taiwan per aver recitato in alcuni spot pubblicitari.
Fu inizialmente notata dalla stampa nello spot pubblicitario per la catena di minimarket 7-Eleven, e successivamente per il ruolo di supporto nel drama della GTV True Love 18 (caratteri cinesi: 十八歲的約定), per il quale fu candidata come "Miglior Attrice di Supporto" ai Golden Bell Awards (caratteri cinesi: 金鐘獎) nel 2002. Da allora iniziò ad essere scritturata per ruoli da protagonista in drama e film.
Il pubblico si accorse di lei per la sua breve apparizione nella famosa serie televisiva Liu xing hua yuan. Il suo primo ruolo da protagonista fu quello nella serie televisiva Love Storm, nella quale recitò al fianco del suo ex-fidanzato Vic Zhou, un membro della boyband mandopop F4.
È stata fidanzata con l'attore/cantante Lee Wei (caratteri cinesi: 李威), prima di unirsi a Vic Zhou nel 2004. La sua relazione con Zhou durò fino al 2005, anno in cui l'attrice recitò nella serie televisiva taiwanese "Express Boy" (caratteri cinesi: 惡男宅急電) insieme a Mike He Jun Xiang.
Hsu era anche una musicista di talento, capace di suonare il pianoforte, l'arpa, la chitarra, la batteria e l'erhu. Ha cantato insieme a Gary Cao Ge nella canzone "Freedom", per la colonna sonora ufficiale del drama televisivo Nine-Ball del 2004.

## Incidente automobilistico e morte
Hsu fu coinvolta in un incidente automobilistico fatale, avvenuto nel tratto di Taichung dell'autostrada nazionale n.1 di Taiwan alle 23:15 del 26 gennaio 2007. L'attrice stava viaggiando verso Nantou insieme al suo assistente per le riprese di Daughter of the Sun (cinese tradizionale: 太陽的女兒). La sua Mini Cooper, guidata dall'assistente, si è scontrata con il guardrail e con un testacoda è finita dall'altra parte dell'autostrada, dove finalmente si è fermata. Secondo i testimoni, la Mini Cooper stava viaggiando ad una velocità di 120–130 km/h.
Quando l'auto si è fermata, pensando di essere in salvo, Hsu si è slacciata la cintura di sicurezza, appena prima che la Mini Cooper fosse investita da dietro da un camion. Alla collisione, solo l'airbag del sedile del passeggero si è aperto. L'airbag del guidatore non si è spiegato (in quanto gli airbag sono progettati per aprirsi solo in scontri frontali). Al contrario di quanto i testimoni hanno dichiarato, l'assistente ha negato di essere stato l'autista della Mini al momento dell'incidente.
Nonostante un trattamento d'emergenza di 43 ore, il suo battito cardiaco cessò alle 17:09 e l'attrice morì il 28 gennaio 2007 alle ore 19:37, lasciando la famiglia formata da suo padre, sua madre e suo fratello minore.
Un concerto postumo in sua memoria è stato tenuto il 29 gennaio 2007, realizzando il sogno di Hsu di tenere prima o poi un suo concerto personale.

## Filmografia

### Cinema
- Heung joh chow heung yau chow, regia di Johnnie To e Ka-Fai Wai (2003)

### Televisione
- Ma la xian shi – serie TV (2000-2004)
- True Love – serie TV (2002)
- Express Boy – serie TV, 32 episodi (2005)

## Musica
- (2004) Freedom - Duetto per la colonna sonora di Nine-Ball

## Video musicali
- (2002) Sammi Cheng, Willing 〈捨得〉
- (2001) Victor Huang 品冠, Responsibility of Being Fond Of You 〈疼你的責任〉
- (2001) Wang Lee Hom, Sense Of Safe 〈安全感〉
- (2001) Nicholas Tse 〈慌〉, Fluster
- (2001) Eason Chan, King of Karaoke Songs 〈K歌之王〉
- (2001) 吳宗憲, Strangers, Who Love Me? 〈陌生人、誰愛我〉
- (2001) Mayday, Will You? 〈好不好〉
- (2000) 江美琪, Lonely Flight 〈寂寞飛行〉

## Libri
- 許瑋倫蛋蛋日記 7.7.2004 ISBN 957-29637-1-6
- 許瑋倫的美麗7堂課 27.2.2006 ISBN 986-133-136-0